# Squalius squalus
Squalius squalus és una espècie de peix cipriniforme de la família dels ciprínids.